# Мирошник, Константин Вячеславович
Мирошник Константин Вячеславович (род. 14 июня 1971, Симферополь) — российский художник-живописец, поэт, музыкант, педагог. Член Международной ассоциации художников при ЮНЕСКО.

## Биография
Константин Мирошник родился в Симферополе 14 июня 1971 года в семье военных. Отец — Мирошник Вячеслав Владимирович, служил капитаном железнодорожных войск. Мать — Мирошник (Тимченко) Наталья Петровна, инженер.
Учился в Симферопольской школе № 20. Первые уроки живописи брал у симферопольского художника Алексея Николаевича Горохова. В 1997 окончил с отличием Российскую академию живописи, ваяния и зодчества И. С. Глазунова, затем учился в аспирантуре по классу портрета, защитил диссертацию.
В середине девяностых был задействован в росписи Храма Христа Спасителя. По приглашению руководства американского Брандейского университета в 2012 году преподавал живопись и рисунок, а также давал студентам мастер-классы.
Работы художника находятся в частных коллекциях а также в Феодоссийском музее им.А.Грина 

## Семья

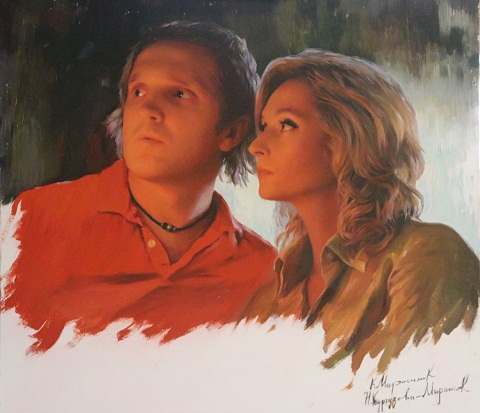
Художники Константин Мирошник и Наталия Кургузова-Мирошник. Автопортрет

Большинство своих произведений Константин Мирошник создает совместно со своей супругой (женитьба состоялась в 1998 году), российским художником Наталией Кургузовой-Мирошник.
Дети — Пелагея (род. 2003) и Александр (род. 2010).

## Критика живописных работ

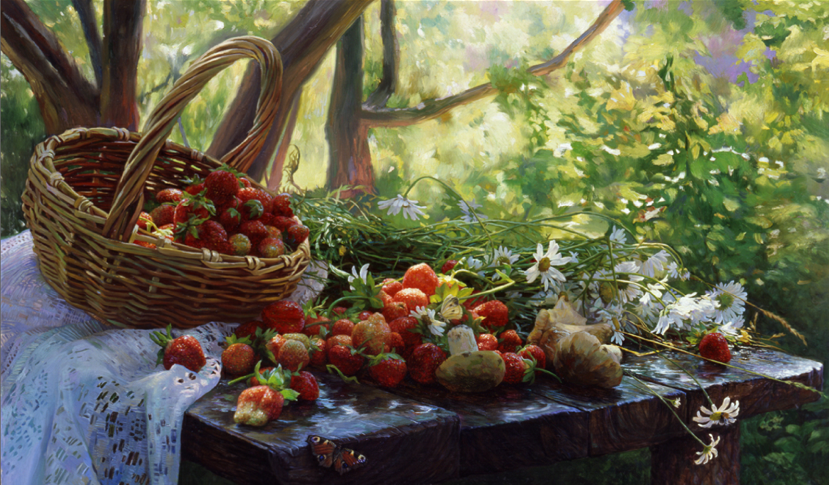
После дождя. Художники Константин Мирошник, Наталия Кургузова-Мирошник

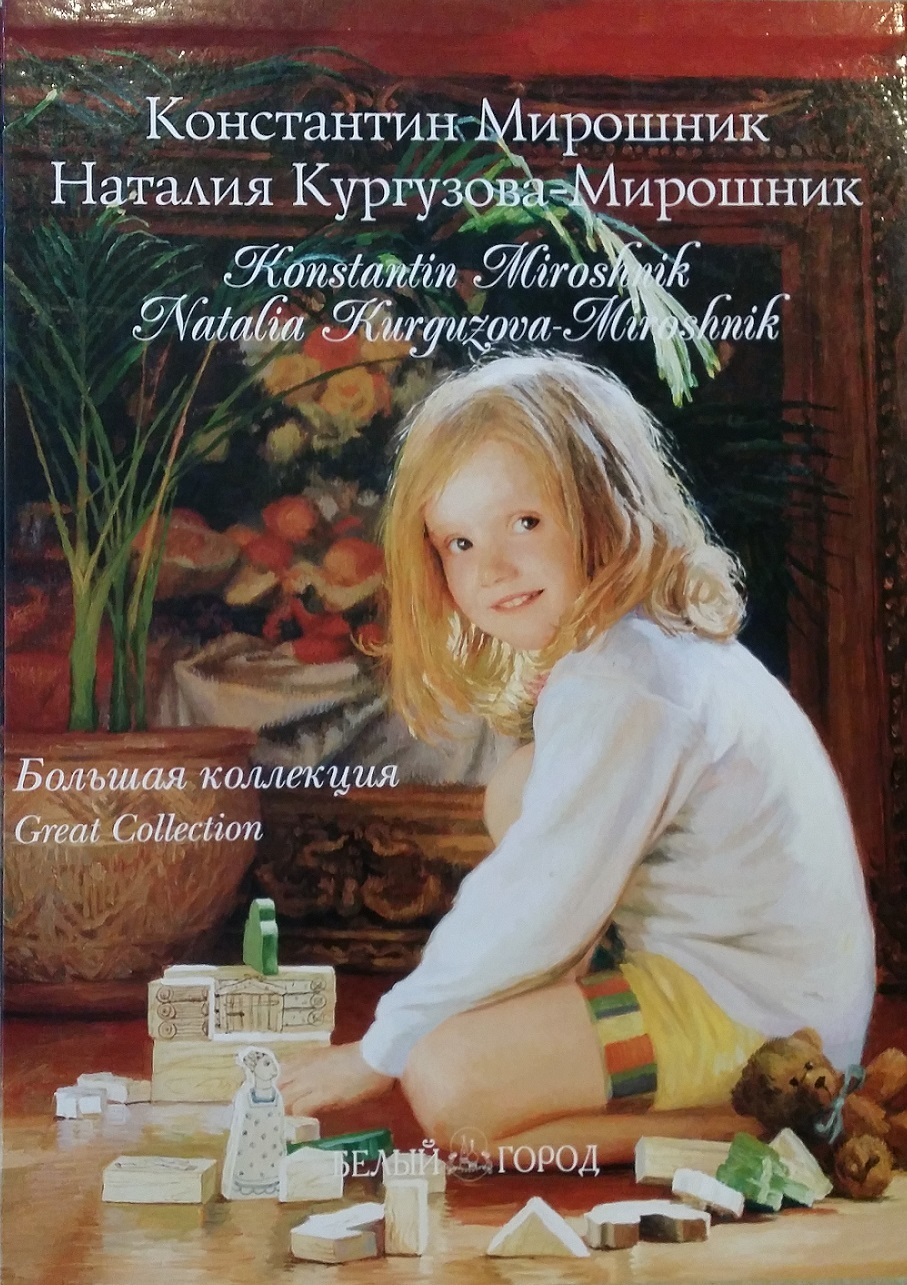
Обложка художественного альбома Константина Мирошника и Наталии Кургузовой-Мирошник «Great Collection»

«…Творческий союз художников Константина Мирошник и Наталии Кургузовой-Мирошник уникален, они привнесли в искусство новую, неповторимую грань в видении окружающего мира. Их картины настолько реалистичны и эмоциональны, что никого не оставляют равнодушным…»
- Илья Глазунов, Народный художник СССР

 «…Константин Мирошник и Наталия Кургузова-Мирошник отличаются высоким профессионализмом и виртуозной техникой. Их картины легки и доступны к восприятию, потому что в них вложены чувства и душа. Эта живопись всегда будет современной и модной. Она будет востребованной во все времена, так как это настоящее искусство…»
- Марина Домникова, Заслуженный художник Российской Федерации

 «…Константин Мирошник и Наталия Кургузова-Мирошник — одни из самых известных современных живописцев, работающих в лучших традициях школы русского реализма…»
- Марина Борисова, искусствовед, Заслуженный художник Российской Федерации

## Музыка и поэзия

Обложка виниловой пластинки "Русский альбом" группы "Утро Моне", 2016г.

Константин Мирошник — гитарист, вокалист и автор большинства песен группы «Утро Моне»  ,. Название «Утро Моне» в 1998 году придумал и подарил своему другу Константину Мирошнику известный певец Александр Барыкин.
...У меня есть ряд знакомых художников, которым я доверяю и которыми я восхищаюсь. Например, Владимир Романович Распутин, оформляющий все наши диски и книги...  Константин Мирошник, потрясающий портретист и маринист...  
Дмитрий Ревякин, "Калинов мост" 

## Дискография (синглы)
1. 2025 — Цветок в волосах
2. 2025 — Коты весны
3. 2025 — Находка
4. 2025 — Август
5. 2025 — Танец перед восходом солнца
6. 2025 — Мотель Сердолик
7. 2025 — Натали
8. 2025 — Вокзалы
9. 2024 — Кошки
10. 2024 — Любовь Огниво
11. 2024 — Эра Водолея
12. 2024 —    Весёлый день
13. 2024 —   Лозанна
14. 2024 —   Тринити
15. 2024 —   Амурская
16. 2024 —   Как ты красива
17. 2024 —   Мой динозаврик
18. 2024 —   Улыбка
19. 2024 —   Сириус и медведь
20. 2024 —   Скорый 002щ
21. 2023 —   Лепестки
22. 2023 —   Акулина Аргентина
23. 2023 —   Фонарик
24. 2023 —   Конфета
25. 2023 —   Помада цвета Тиффани
26. 2023 —   Звездопад воспоминаний
27. 2023 —   Я рисую комикс
28. 2023 —   Снега Килиманджаро
29. 2023 —   В тени самого большого здания
30. 2025 —   Прогулка
31. 2023 —   Бумажный стаканчик с корицей
32. 2023 —   Ворон Кутх и северное сияние
33. 2023 —   Едет Ассоль домой
34. 2023 —   Ярче звезды
35. 2023 —   Рассвет
36. 2023 —   Белое платье
37. 2023 —   Пушкин на Луне
38. 2023 —   Где ты
39. 2023 —   Мы вместе
40. 2023 —   Ёлка в серебре
41. 2023 —   За рулём
42. 2023 —   Любимая песня Бадди Холли
43. 2023 —   Звонок на урок
44. 2023 —   Полина и Пифагор
45. 2023 —   Красоты неземной
46. 2023 —   Билет на самолёт
47. 2023 —  Полярная звезда
48. 2023 —   Кино на окраине города
49. 2023 —    Прекрасное может случатся
50. 2023 —   Верь весне как режиссёру
51. 2023 —   Пьяная Адель
52. 2023 —   Будь со мной
53. 2023 —   ЛюбиЦелуй
54. 2023 —   Отель Куприн
55. 2023 —   Путешествие на старом ML
56. 2023 —   Подарок для Джульетты
57. 2023 —   Через 5 минут Новый год ( с участием Алёны Апиной,  Валерия Сюткина,  Дмитрия Четвергова и др.).

## Общественная работа
- Член Союза ревнителей памяти Императора Николая II c 2013 г.[7][8]

## Статьи и интервью
- "Высокий реализм" в Новом Манеже,[9].
- Новая весна в стиле casual,[10]
- Волшебники Щелковского леса ,[11]
- Константин Мирошник: "Живу в Москве, но корни мои в Крыму",[12]
- Художник Мирошник: в живописи разбираются абсолютно все люди   [13]
- Константин Мирошник: «Крым – это один большой город»   [14]
- Художник Константин Мирошник: «Моя картина висит у Путина».
- Ученик великого Ильи Глазунова впервые побывал в Благовещенске[15]
- Живопись в четыре руки,[16]
- ФСИН и Православная церковь подвели итоги конкурса живописи заключенных,[17]
- Раскрыты личные проблемы участника «Голоса» Кунгурова незадолго до трагедии,[18]
- Друг Дроздова опроверг сообщения о проблемах со зрением у телеведущего,[19]
- Эксперт назвал бессмысленной кражу картины Куинджи,[20]
- Участники «Ты супер! Танцы» посетили урок музыкального рисования,[21]
- Врачи подтвердили инфаркт у композитора Игоря Николаева,[22]
- «Была строгой и твердой»: Мирошник рассказал неизвестные подробности жизни Блиновской,[23]
- "Не произносить грубости": Волочкова, Орлова, Шаляпин рассказали, как соблюдают пост,[24]
- Родник мелодий.Деятели культуры — об уникальности творчества и личности Владимира Шаинского,[25]
- «Люди были тронуты до слез»: близкий друг погибшего в ДТП Сергея Пускепалиса рассказал о нем,[26]
- «Валя всю жизнь глотала антидепрессанты»: друг Легкоступовой о причине ее смерти,[27]
- «Вы — ничтожество!» — Эксперт обрушился с обвинениями на бывшего многодетной матери.[28]
- «Пьешь пиво беременная?!» Эксперт в ужасе от поведения героини.[29]
- "Ее душа в портрете": почему красавицы с известных полотен рано умерли,[30]
- Художник Мирошник рассказал, почему звезда группы Bad Boys Blue решил навсегда перебраться в Россию ,[31]
- Григорий Гладков - Как дядя Коля, Гриша и Костик Америку открыли [32]